# Carvin
Carvin è un comune francese di 17 396 abitanti situato nel dipartimento del Passo di Calais nella regione dell'Alta Francia.

## Storia

### Simboli
Lo stemma del Comune di Carvin si blasona:
Riprende il blasone dei principi di Épinoy del casato di Melun.

## Società

### Evoluzione demografica
Abitanti censiti

## Amministrazione

### Gemellaggi
- Carvico
- Klodzko